# Estádio João Ribeiro
O Estádio João Ribeiro, conhecido por Ribeirão, é um estádio de futebol localizado na cidade de Tocantinópolis, no estado de Tocantins, tem capacidade para 10.150 pessoas .
Situado no bairro Alto Bonito, dispõe de campos de treinamentos e de futebol society, piscina para os sócios, escritório e um salão social.